# Jakub Lepš
Jakub Lepš (* 4. června 1974) je český politik, politolog a vysokoškolský pedagog, od roku 2022 zastupitel hlavního města Prahy, od roku 2014 zastupitel městské části Praha 11 (v letech 2014 až 2022 také místostarosta MČ), v letech 2010 až 2012 zastupitel městské části Praha-Újezd, člen TOP 09.

## Život
Vystudoval bakalářský obor ekonomie na Fakultě sociálních věd Univerzity Karlovy v Praze a následně magisterský obor americká studia na téže fakultě (získal titul Mgr.). Později absolvoval i magisterský obor politologie na Středoevropské univerzitě v Budapešti (získal titul M.A.). Byl také na dvouměsíční letní škole na Georgetownské univerzitě ve Washingtonu, D.C. a díky prestižnímu Fulbrightovu stipendiu strávil jeden rok výzkumem na Georgijském technickém institutu v americké Atlantě.
V letech 2000 až 2014 pracoval pro česko-americkou internetovou firmu EIN News, která se zabývá monitoringem médií. Externě také přednášel o čínsko-amerických vztazích na FSV UK v Praze. Od roku 2008 přednáší na University of New York in Prague o jihovýchodní a východní Asii, Číně a globalizaci. Publikuje v češtině i angličtině a jakožto amerikanista je pravidelně zván jako komentátor do médií – zejména do vysílání ČT24, Českého rozhlasu a slovenské zpravodajské televizní stanice TA3. V poslední době (2016) komentuje zejména americké prezidentské volby.
Žije v hlavním městě Praze, konkrétně v městské části Praha 11 (s několika přestávkami žije na Praze 11 od roku 1978). Je ženatý a má jednoho syna.

## Politické působení
Do TOP 09 vstoupil v roce 2010, předtím nebyl členem žádné politické strany či hnutí. Ve volbách v témže roce byl za TOP 09 zvolen zastupitelem městské části Praha-Újezd. Působil jako předseda Finančního výboru, člen Kontrolního výboru a člen Výboru stavebního a pro životní prostředí. Z důvodu změny trvalého pobytu (přestěhoval se do MČ Praha 11) mu v září 2012 zanikl mandát člena zastupitelstva a rezignoval na členství ve výborech.
V roce 2014 byl zvolen předsedou regionální organizace TOP 09 v Praze 11 a ve volbách do zastupitelstev obcí byl zvolen zastupitelem této městské části. Ve stejných volbách kandidoval také do Zastupitelstva hlavního města Prahy, ale neuspěl. Dne 10. listopadu 2014 se stal 3. místostarostou městské části. V této pozici byl odpovědný za oblast školství a vzdělávání, sportu a volného času a za oblast kultury.
Ve volbách do Senátu PČR v roce 2016 kandidoval za TOP 09 v obvodu č. 19 – Praha 11. Jeho kandidaturu podporovalo také hnutí STAN. Se ziskem 14,09 % hlasů skončil na 4. místě a do druhého kola nepostoupil.
V komunálních volbách v roce 2022 byl zvolen z pozice člena TOP 09 na kandidátce koalice SPOLU (tj. ODS, TOP 09 a KDU-ČSL) zastupitelem hlavního města Prahy. Byl také zvolen zastupitelem městské části Praha 11, a to jako člen TOP 09 na kandidátce subjektu „TOP 09 a Starostové a nezávislí“. V prosinci 2022 skončil ve funkci místostarosty městské části a dále pokračuje jako opoziční zastupitel.